# 克拉克鎮區 (印地安納州蒙哥馬利縣)
克拉克鎮區（英語：Clark Township）是位於美國印地安納州蒙哥馬利縣的一個行政鎮區。

## 地方資料
根據2010年美國人口普查的數據，克拉克鎮區的面積為94.00平方千米，當中陸地面積為94.00平方千米，而水域面積為0.00平方千米。當地共有人口1841人，而人口密度為每平方千米19.59人。